# والتر تاكر
والتر تاكر هو قاضي وسياسي كندي، ولد في 11 مارس 1899 في بورتاج لابريري في كندا، وتوفي في 19 سبتمبر 1990. حزبياً، نشط في Saskatchewan Progress Party ‏ والحزب الليبرالي الكندي. وقد انتخب عضو المجلس التشريعي من ساسكاتشوان وانتخب عضو مجلس العموم الكندي.